# Veliki Preslav
Veliki Preslav (Bulgaars: Велики Преслав) is een stad in het noordoosten van de Bulgaarse oblast Sjoemen. De stad is de hoofdplaats van de gelijknamige gemeente Veliki Preslav. Eind 2019 telde de stad Veliki Preslav 6.981 inwoners, terwijl het stedelijk gebied, inclusief 11 nabijgelegen dorpen, zo'n 12.047 inwoners had. Tot 1993 heette deze plaats Preslav. Veliki Preslav heeft sinds 1883 een officiële stadsstatus.
Preslav was de hoofdstad van het Eerste Bulgaarse Rijk van 893 tot 972. Het was in die tijd een van belangrijkste steden van middeleeuws Zuidoost-Europa.

## Geografie
De gemeente Veliki Preslav heeft een totale oppervlakte van 278 km². De grenzen zijn als volgt: in het noorden en oosten aan de gemeente Sjoemen; in het zuidoosten aan de gemeente Smjadovo; in het zuiden aan de gemeente Varbitsa en in het westen aan de gemeente Targovisjte.

## Geschiedenis
Door zijn ligging, 30 km van de toenmalige hoofdstad Pliska, groeide het in de 9e eeuw uit tot een belangrijke militaire vesting. Vanaf het einde van 9e eeuw werd Preslav de hoofdstad van het Bulgaarse Rijk, dat het merendeel van de Balkan omvatte en in de opvolgende decennia beleefde de stad zijn hoogtepunt op het gebied van architectuur, literatuur en cultuur. Preslav speelt een belangrijke rol in het ontstaan van het Oudkerkslavisch. Onder meer delen van een vorstelijk en kerkelijk paleis stammend uit deze periode zijn teruggevonden bij archeologische opgravingen. Vanaf 960 begon het bergaf te gaan voor de stad met invallen van het Kievse Rijk tot het uiteindelijk werd veroverd door de Byzantijnen. Ondanks dat de stad in latere tijden opnieuw tot het Bulgaarse Rijk behoorde, heeft het nooit zijn belang herwonnen.

## Bevolking

### Religie
In de gemeente Veliki Preslav behoort een meerderheid van de bevolking tot de Bulgaars-Orthodoxe Kerk, maar er woont ook een grote islamitische minderheid.
| Religieuze samenstelling in februari 2011 | Religieuze samenstelling in februari 2011 | Religieuze samenstelling in februari 2011 | Religieuze samenstelling in februari 2011 | Religieuze samenstelling in februari 2011 |
| ----------------------------------------- | ----------------------------------------- | ----------------------------------------- | ----------------------------------------- | ----------------------------------------- |
|                                           |                                           |                                           |                                           |                                           |
| Bulgaars-Orthodoxe Kerk                   | Bulgaars-Orthodoxe Kerk                   |                                           | 60,7%                                     | 60,7%                                     |
| Katholieke Kerk                           | Katholieke Kerk                           |                                           | 0,5%                                      | 0,5%                                      |
| Protestantisme                            | Protestantisme                            |                                           | 1,0%                                      | 1,0%                                      |
| Islam                                     | Islam                                     |                                           | 26,9%                                     | 26,9%                                     |
| Geen                                      | Geen                                      |                                           | 3,1%                                      | 3,1%                                      |
| Anders/ Onbekend                          | Anders/ Onbekend                          |                                           | 7,8%                                      | 7,8%                                      |

## Kernen
| Plaatsnaam     | Plaatsnaam (Cyrillisch) | Bevolking (31-12-2019) |
| -------------- | ----------------------- | ---------------------- |
| Veliki Preslav | Велики Преслав          | 6.981                  |
| Dragoevo       | Драгоево                | 721                    |
| Chan Kroem     | Хан Крум                | 314                    |
| Imrentsjevo    | Имренчево               | 323                    |
| Kotsjovo       | Кочово                  | 611                    |
| Milanovo       | Миланово                | 613                    |
| Mostitsj       | Мостич                  | 263                    |
| Mokresj        | Мокреш                  | 288                    |
| Osmar          | Осмар                   | 244                    |
| Soecha Reka    | Суха река               | 77                     |
| Troitsa        | Троица                  | 698                    |
| Zlatar         | Златар                  | 914                    |
| Totaal         |                         | 12.047                 |

Bestuurlijk centrum: Sjoemen
 Chitrino - Kaolinovo - Kaspitsjan - Nikola Kozlevo - Novi Pazar - Sjoemen - Smjadovo - Veliki Preslav - Varbitsa - Venets